# Sołtysko
Sołtysko – jezioro w Polsce, położone w województwie warmińsko-mazurskim, w powiecie mrągowskim, w granicach administracyjnych Mrągowa, na obszarze Pojezierza Mrągowskiego.
Według urzędowego spisu opracowanego przez Komisję Nazw Miejscowości i Obiektów Fizjograficznych (KNMiOF) nazwa tego jeziora to Sołtysko. W różnych publikacjach i na mapach topograficznych jezioro to występuje pod nazwą Jezioro Sołtyskie.
Powierzchnia zwierciadła wody według różnych źródeł wynosi od 8,5 ha do 9,2 ha.
Zwierciadło wody położone jest na wysokości 128,4 m n.p.m. Średnia głębokość jeziora wynosi 2,4 m, natomiast głębokość maksymalna 5,0 m.
Linia brzegowa jeziora jest słabo rozwinięta. Otoczone jest zabudowaniami i łąkami.